# 양산중학교 (경남)
양산중학교(梁山中學校)는 대한민국 경상남도 양산시 북부동에 있는 공립 중학교이다.

## 학교 연혁
- 1939년 3월 31일 : 양산공립 농업실수학교 설립인가
- 1939년 5월 1일 : 양산공립 농업실수학교 개교
- 1951년 3월 31일 : 양산 농업고등학교와 분립, 양산중학교 교명으로 개명
- 2017년 3월 1일 : 행복학교 지정
- 2021년 3월 1일 : 행복학교 재지정
- 2023년 2월 10일 : 제73회 졸업식 6학급 130명 (누계 17,855명)
- 2023년 3월 1일 : 제36대 이병목 교장 취임
- 2023년 3월 2일 : 제76회 입학식 6학급 136명

## 참고 자료
- 양산중학교 - 한국교육학술정보원 학교알리미